# باشگاه فوتبال هله‌لویا
باشگاه فوتبال هله‌لویا (انگلیسی: Hallelujah FC; کره‌ای: 할렐루야 축구단) یک باشگاه فوتبال منسوخ شده در کره جنوبی است. این باشگاه فوتبال به صورت رسمی در ۲۰ نوامبر ۱۹۸۰ به عنوان اولین باشگاه فوتبال حرفه‌ای در کره جنوبی تأسیس شد و در سال ۱۹۹۸ به دلیل بحران مالی آسیا منحل شد.